# Autonomism
Autonomism (ibland även autonom marxism, automarxism) är namnet på en rad politiska rörelser och teoribildningar med ett gemensamt ursprung i 1960-talets Italien. Autonomismen var ursprungligen en mycket militant riktning med väpnade inslag. Dagens autonomism är dock betydligt mer återhållsam och agerar främst genom civil olydnad, självreduktion och aktioner för självvalorisering. 
Michael Hardt och Antonio Negri betraktas av de flesta som autonomismens mest framstående samtida representanter. Centrala begrepp i den autonomistiska teorin är klassammansättning, prekariatet (prekära arbetare), multituden (också kallat "myllret" och "mängden"), självreduktion och självvalorisering.
Emellertid har Hardt och Negri fått ett sådant internationellt erkännande att tidigare teoretiker i den autonomistiska traditionen fått mindre utrymme. Bland dessa kan nämnas Martin Glaberman, Mario Tronti och Cornelius Castoriadis (även känd som Paul Cardan).
En av autonomismens grunder är självständighet. En grupp eller person ska kunna agera självständigt och är inte beroende av externa individer eller strukturer för att kämpa för sin sak. En definition på autonomi är självständig och med kontroll över livssituationen.

## Autonomiska tänkare
- Martin Glaberman
- Mario Tronti
- Cornelius Castoriadis
- Michael Hardt
- Antonio Negri